# Grab des Pennut

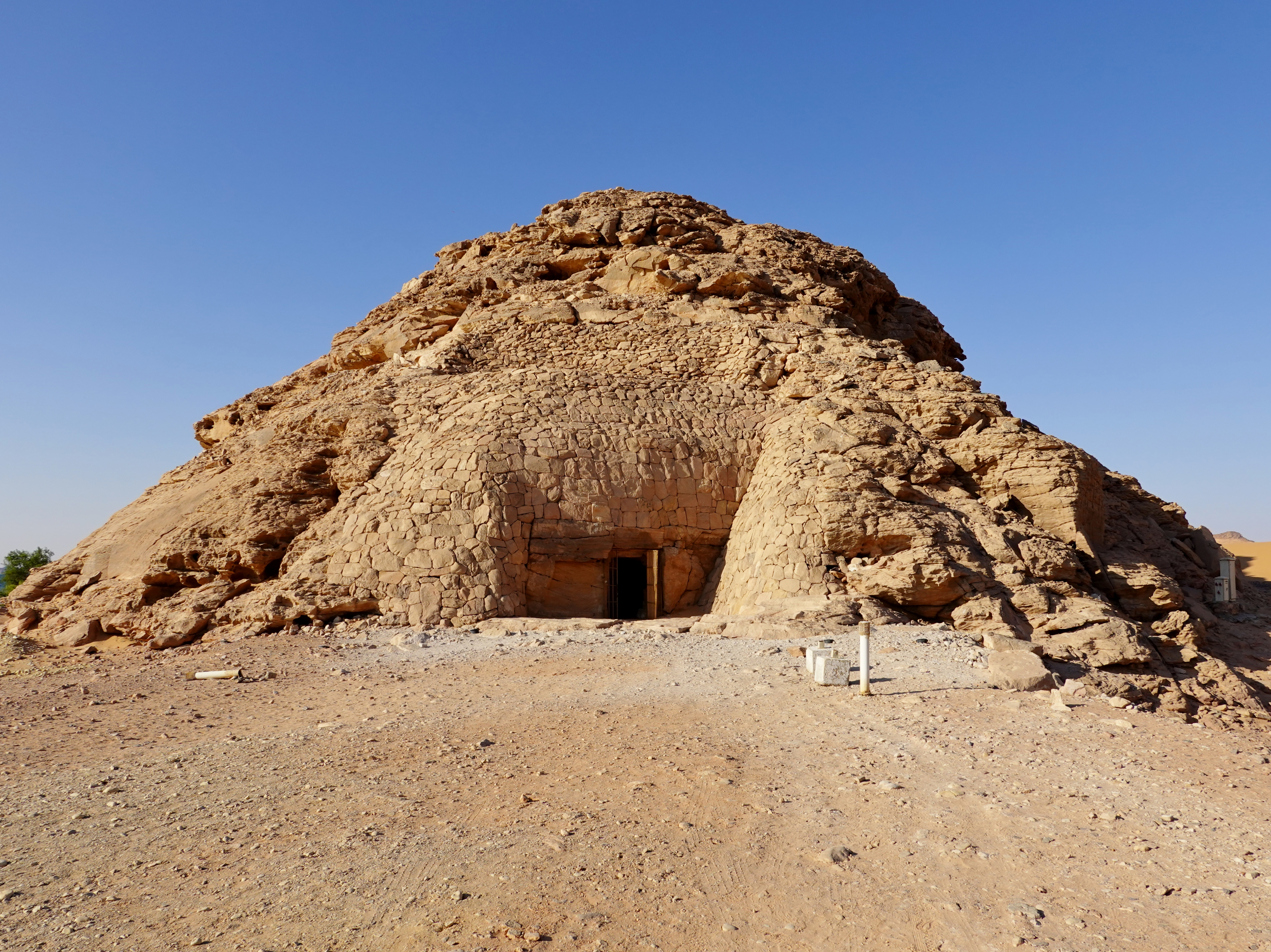
Eingang zum Grab des Pennut

Das Grab des Pennut ist ein altägyptisches Felsengrab, das heute in Neu-Amada am Ufer des Nassersees im ägyptischen Teil Nubiens (Unternubien) steht. Der ursprüngliche Standort des Grabes lag etwa 27 Kilometer südwestlich beim Dorf Aniba (ʿIneiba), dem altägyptischen Miam (Mjˁm), gegenüber von Kasr Ibrim.
Das Grab des Pennut befand sich etwa einen Kilometer nordwestlich einer Nekropole des Neuen Reiches, die hinter der am Westufer des Nils gelegenen altägyptischen Stadt Miam angelegt war. Das Grab wurde in einen Felsvorsprung des nördlichsten einer Reihe isolierter Sandsteinhügel auf der Wüstenfläche gegraben und mit dem Eingang nach Südosten in Richtung Stadt ausgerichtet. Neben dem Grab des Djehutihotep aus Debeira-Ost etwa 25 Kilometer nördlich von Wadi Halfa, das heute im Hof des Nationalmuseums von Khartum steht, ist das Grab des Pennut das einzige Grabdenkmal, das in den 1960er Jahren vor dem ansteigenden Wasser des Nassersees, des durch den Assuan-Hochdamm aufgestauten Stausees des Nils, vollständig geborgen wurde. In unmittelbarer Nachbarschaft befinden sich die ebenfalls versetzten Tempel von Derr und Amada.

## Lage und Beschreibung
Das 1964 wiedererrichtete Grab des Pennut befindet sich etwa 150 Kilometer südwestlich des Assuan-Hochdamms und 79 Kilometer nordöstlich der Tempel von Abu Simbel. Es liegt unter einem künstlich aufgeschütteten Hügel ungefähr 200 Meter vom Ufer des Nassersees im Westen entfernt. Der Tempel von Derr wurde 560 Meter südlich des Felsengrabes neu aufgebaut. Der Tempel von Amada, nach dem der Ort Neu-Amada benannt ist, steht heute 700 Meter südlich des Grabes des Pennut.

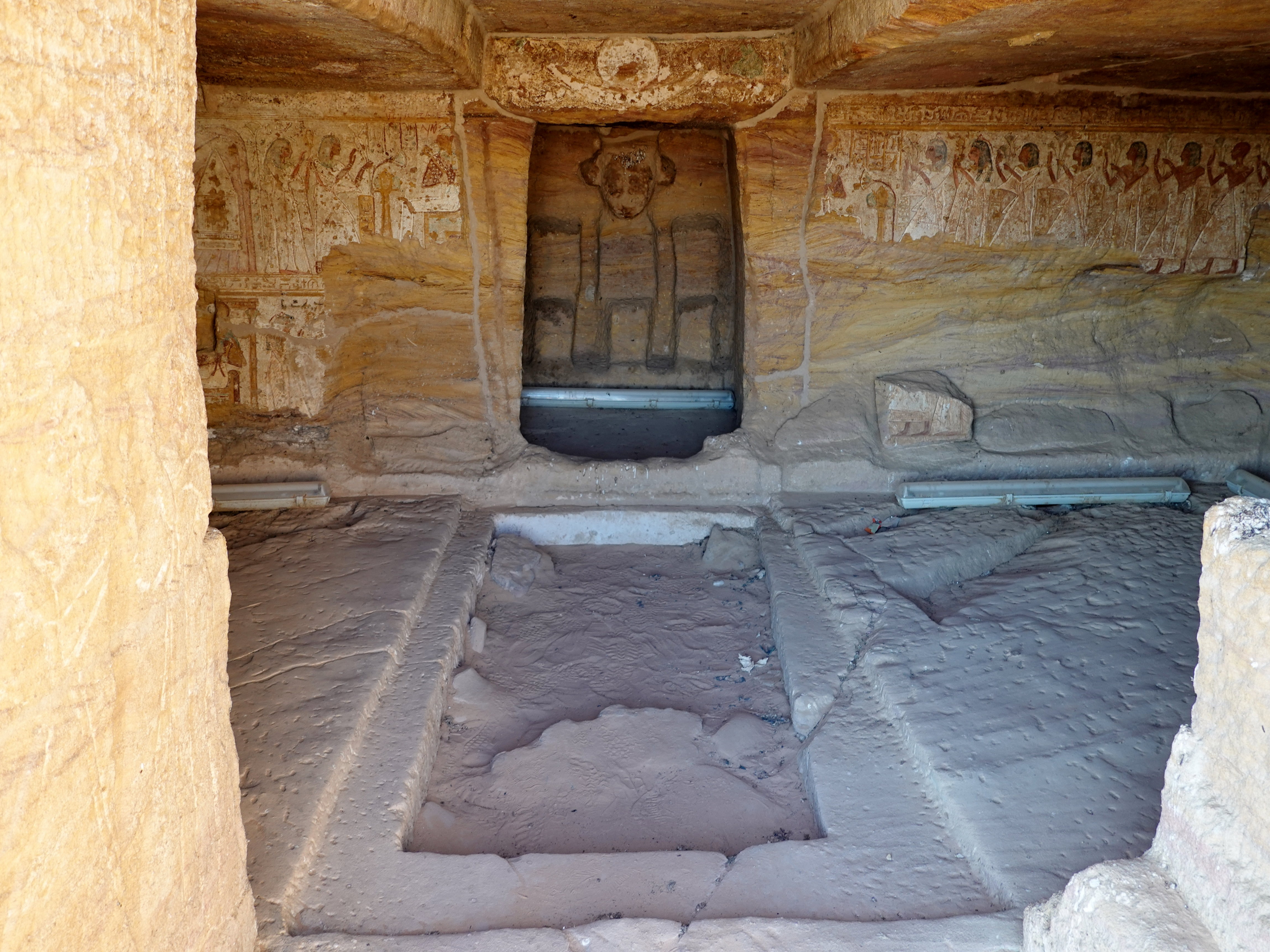
Blick vom Eingang in das Grab

Der Eingang des Felsengrabes zeigt heute, gegenüber der ursprünglichen Abweichung von 23° zur Nord-Süd-Richtung, genau nach Süden. Vor ihm befindet sich ein 7,50 × 2,50 Meter messender Vorhof mit einer wahrscheinlich für eine Stele bestimmten Nische. Die in den Fels gearbeitete Grabkapelle ist 5,90 Meter breit, 2,70 Meter tief und 1,90 Meter hoch. Hinter dem Eingang lag in der Mitte des Raumes ein etwa drei Meter tiefer rechteckiger Schacht mit einer nach Westen versetzten Sargkammer am Boden. Bei der Umsetzung des Grabes wurde der Grabschacht nur angedeutet, nicht restauriert. Hinter dem Schacht, gegenüber dem Eingang, ist eine nach hinten leicht verbreiterte Statuennische aus dem Fels geschlagen. Zu erkennen ist, dass sich dort drei Götterbilder befanden, die heute vollständig zerstört sind und von denen das mittlere augenscheinlich kuhköpfig ausgearbeitet war. Ob es sich um Stand- oder Sitzbilder handelte, ist nicht ersichtlich. Erhalten, wenn auch schlecht, ist der Architrav über der Nische mit der Sonnenbarke und je einem anbetenden Pavian und einem Fisch an den Seiten. Die Reliefs der anderen Wände wurden im 20. Jahrhundert stark durch Grabräuber in Mitleidenschaft gezogen.

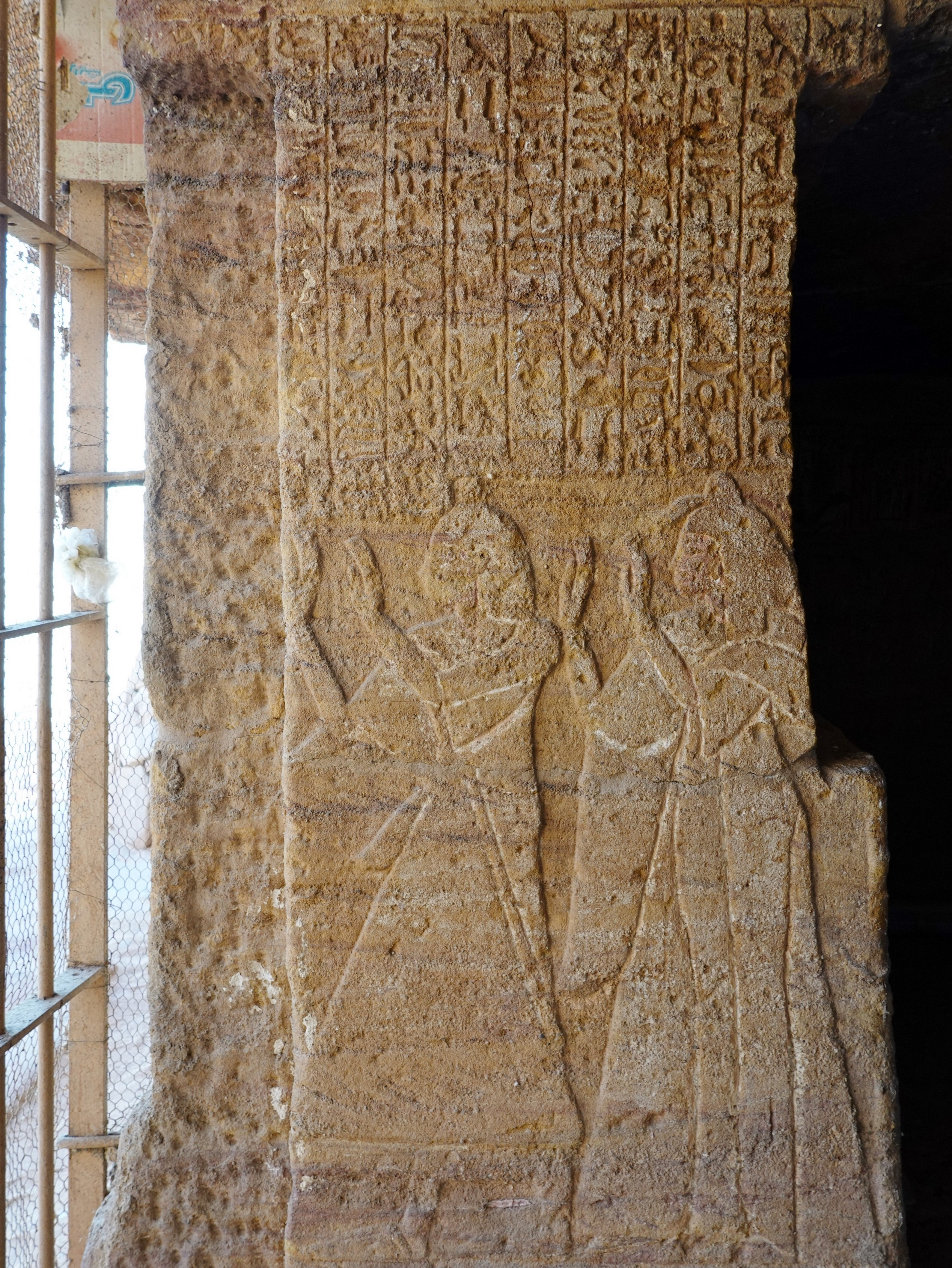
Pennut und Tacha

Die Bilder und Inschriften der Grabkapelle, ausgeführt als versenkte Reliefs, die vielfach ihre Farbe bewahrt haben, sind thematisch geordnet. Dem Diesseits in der östlichen Hälfte mit wichtigen Erlebnissen des Pennut und Opfern vor den Göttern und vor Verstorbenen steht das Jenseits der westlichen gegenüber, fast ausschließlich mit Darstellungen aus dem Totenbuch. Mit Ausnahme der südöstlichen Eingangswand, die eine heute stark beschädigte große Inschrift trägt, waren die anderen Wände der Grabkapelle in eine obere und eine untere Bildreihe geteilt. Dagegen ist an der linken, westlichen Türlaibung des Eingangs mittig unter einer Inschrift der Grabinhaber Pennut (Pn-nw·t) mit seiner Ehefrau Tacha (T3-ḫʿ·t) abgebildet, wie sie mit erhobenen Händen die Sonne anbetend aus dem Grab schreiten und gleichzeitig die Besucher des Grabes begrüßen. Die Ausschmückung der östlichen Türlaibung ist nicht erhalten. In Grabkapellen der ramessidischen Zeit, aus der das Grab des Pennut stammt, wurden der Grabherr und seine Frau am Eingang bei der Anbetung von Aspekten des Sonnengottes dargestellt, links oft in Form des Re-Harachte als der aufgehenden Tagessonne und rechts des Atum oder Osiris als der „Nachtsonne“.
Die große Inschrift an der Südseite des östlichen Bereichs der Grabkapelle wurde im August 1844 von Richard Lepsius vollständig dokumentiert, einschließlich der beidseitigen Darstellungen von Göttern und Personen. Der zwanzigzeilige hieroglyphische Text berichtet von einer Stiftung von Ländereien bzw. eines landwirtschaftlichen Gutes am Ostufer des Nils, deren Erträge zur Unterhaltung der Kultopfer für eine Königsstatue Ramses’ VI. im Tempel von Miam, wohl dem des Horus, verwendet werden sollen. Heinrich Brugsch übersetzte die Inschrift erstmals wörtlich und veröffentlichte sie 1877 in seiner Geschichte Aegypten’s unter den Pharaonen. Der Text wurde in der oberen Bildreihe von Göttern flankiert, links von Ptah und Thot und rechts von der thebanischen Triade, bestehend aus Amun, Mut und Chons. Unten rechts war der Grabinhaber Pennut mit dem „Vorsteher der Kornspeicher“ Penre (Pn-rʿ) abgebildet, beide betend in Richtung Inschrift gewandt. Sie und die Götterdarstellungen sind heute nicht mehr erhalten. Einzig die beiden betenden, bereits zur Komposition der Ostwand gehörenden Frauengestalten der unteren Bildreihe links des Textes sowie etwa ein Drittel der Inschrift sind noch vorhanden.
Von den Reliefs der Ostwand sind heute etwa drei Viertel zerstört. Übrig blieben die Darstellungen zweier opfernder Frauengestalten an der rechten Seite der unteren Bildreihe, der Ehefrau und der Tochter des Pennut, über ihnen in der oberen Bildreihe der Grabinhaber mit ausgebreiteten Armen, in jeder Hand eine Salbschale haltend, wie er von zwei Untergebenen geschmückt wird, sowie eine entsprechende Beischrift links dieser Szene. Lepsius konnte die Wandreliefs 1844 noch vollständig abzeichnen. An der linken Seite der oberen Bildreihe thronte König Ramses VI. mit der Blauen Krone und dem Anch-Zeichen in der linken Hand unter einem Baldachin. Der vor ihm stehende, unbenannte Vizekönig von Kusch wurde nach der Beischrift von ihm beauftragt, dem „Stellvertreter“ Pennut zwei silberne Salbgefäße zu überreichen. Zwischen dieser Beauftragung und der erhaltenen Beischrift war erneut der Vizekönig dargestellt, begleitet vom „Gutsvorsteher“ Meri (Mrịị) stehend vor der Statue des Königs auf einem Podest, die von den „Standarten“ der Götter Amun-Re und Horus flankiert wurde. Die Frau des Pennut T3-ḫʿ·t und dessen Tochter T-ḥn·t opferten in der unteren Bildreiche vor vier heute nicht mehr vorhandenen Personen in zwei Reihen, oben zwei Männer und unten zwei Frauen, die die Eltern und wahrscheinlich die Großeltern des Pennut darstellten. Links neben diesem Bild goss Pennut Wasser auf einen Opfertisch als Libation für seine vor ihm sitzende Mutter T3-ḫʿ·t und möglicherweise seine Großmutter, deren Name nicht erhalten war. Es folgten zehn weitere Personen in zwei Reihen, oben fünf Männer und unten fünf Frauen, als Paare, die durch die Hieroglyphen als Priester und Sängerinnen bezeichnet waren. Im linken unteren Bild der Ostwand goss Pennut Wasser auf einen mit Opfergaben und Blumen geschmückten Tisch. Die dortige Inschrift stellte eine Anrufung seiner verstorbenen Vorfahren dar.
An der Nordwand östlich der Statuennische sind große Teile der oberen Bildreihe und ein kleines Bruchstück der unteren erhalten. In der oberen Szene treten der Grabinhaber Pennut, seine Ehefrau und seine sechs Söhne anbetend vor den falkenköpfigen Gott Re-Harachte, der linksseitig auf einem Thron sitzt. Die Familienmitglieder haben die rechten Hände zum Gebet erhoben. Mit der linken Hand umfasst die Frau des Pennut ein Sistrum, während die Männer jeweils drei Papyrusstengel mit der Linken auf Kopfhöhe halten. Die untere, heute fast völlig fehlende Bildreihe zeigte links den betenden Pennut und seine Ehefrau vor dem auf einem Postament vor dem Zeichen des „Westens“ sitzenden Gott Osiris mit Atef-Krone, Krummstab und Flagellum. Zwischen Osiris und den beiden Betenden stand eine Lotusblume, auf der sich kleine Darstellungen der Totengenien, der vier Horussöhne Amset, Duamutef, Hapi und Kebechsenuef, befanden. Pennut und seine Frau hielten wie in der oberen Bildreihe drei Papyrusstengel bzw. ein Sistrum in ihrer linken Hand. Rechts dieser Szene waren in zwei Reihen acht sitzende, nach rechts schauende Personen abgebildet, vier Männer oben und vier Frauen unten, bei denen es sich um die von Pennut auf dem unteren linken Abschnitt der Ostwand angerufenen Vorfahren handelte. In dieser Fortsetzung der Darstellung der Ostwand waren im Einzelnen „Osiris Ḥ3tỉ3, Osiris Ḥr-nḫt, Osiris Pn-nw·t, Osiris Ỉmn-m-ỉp·t und ihre Hausherrinnen (Frauen), die im Jenseits sind“, genannt.
Das Bildprogramm der Westseite der Grabkapelle beginnt an der westlichen Südwand neben dem Eingang mit dem Totengericht in der oberen Bildreihe, das sich an der Westwand fortsetzt. Während die „Gerichtshalle“ an der linken Seite noch vorhanden ist, fehlt die noch zu Lepsius Zeiten vorhandene Darstellung des vor ihr stehenden Pennut in Richtung Grabeingang. Auch der untere Teil des folgenden Totengerichts wurde im 20. Jahrhundert von der Wand geschlagen und aus dem Grab entfernt. Noch zu erkennen sind rechts der „Gerichtshalle“ Pennut und seine Ehefrau mit anbetend erhobenen Händen, die durch das Tor eingetreten sind. Es folgt eine Beischrift und dahinter am rechten Ende der Südwand der schreibende Gott Thot mit einer Papyrusrolle. Er notiert das Ergebnis des Wiegens des Herzens, das unter der Beischrift dargestellt war und heute nicht mehr vorhanden ist. Hier wurde das Herz des Grabinhabers durch den Gott Anubis auf einer Balkenwaage mit der Weltordnung Maat abgewogen, während die dämonische Ammit als Helferin des Osiris davor wartete, bei einer überführten „Lüge des Herzens“ dieses zu fressen. Vom Mundöffnungsritual der unteren Bildreihe sind links nur die Hälfte einer männlichen Person und sechs Frauen des Trauergefolges, jeweils betitelt als „Sängerin“, möglicherweise Töchter des Verstorbenen, geblieben. Auf der fehlenden rechten Wandseite hielt ein Priester die Mumie vor der kniend klagenden Witwe, während ein Sem-Priester Wasser neben ihr ausgoss. Es folgten ein Priester mit einer Blume und einem Gefäß, ein weiterer, der das Ritual liest, sowie das Trauergefolge, darunter drei Söhne des Verstorbenen.
Die Reliefs und Beischriften der Westwand der Grabkapelle sind nur im oberen Bereich erhalten. Bis zur Mitte der Wand setzen sich die Szenen des Totengerichts von der Südwand fort. Der mit der Doppelkrone ausgestattete falkenköpfige Gott Harsiese führt Pennut und seine Ehefrau vor Osiris. Dieser sitzt in einer Kapelle, deren Tür geöffnet ist und vor der ein kleiner Altar stand, dessen Abbild heute nicht mehr zu erkennen ist. Zwischen der Kapellentür und Osiris befindet sich eine Lotusblume mit den Totengenien. Begleitet wird der sitzende Gott von den hinter ihm stehenden Zwillingsschwestern Isis und Nephthys. Die nördliche Hälfte der Westwand enthält oben eine Beischrift, die Sätze des 125. Totenbuchkapitels zur Bekenntnis der Sündlosigkeit enthält. Darunter befand sich die Darstellung der trauernden Isis und Nephthys vor und hinter dem auf einem Löwenbett aufgebahrten Verstorbenen, an dem Anubis die Wiedererweckung zum ewigen Leben vornahm. Die vollständig entfernte untere Bildreihe zeigte links die Anbetung der sitzenden Götter Re-Harachte, Atum und Chepri durch den vor ihnen stehenden Pennut, gefolgt von den betend stehenden Pennut und seiner Frau. Die rechte untere Wandseite war in drei übereinanderliegende Abschnitte geteilt, in denen Bilder aus dem 110. Kapitel des Totenbuchs, u. a. die Arbeiten auf den Gefilden der Seligen, wiedergegeben wurden.
An der westlichen Nordwand sind die meisten Bildszenen, wenn auch nicht vollständig, erhalten. Das mag daran liegen, dass schon zu Lepsius Zeiten Teile der unteren Bildreihe links und zum Boden hin fehlten, was sie für Grabräuber wertlos machte. Lediglich eine Gottesdarstellung unten rechts wurde aus dem Fels geschlagen. Die obere Bildreihe beginnt links mit einer Beischrift, hinter der Pennut auf Knien und mit erhobenen Händen die aus dem steilen Hang des Westgebirges heraustretende Nekropolengöttin Hathor in Gestalt einer Kuh anbetet. Sie ist von Papyruspflanzen umgeben und in Begleitung der kleinen stehenden Nilpferdgöttin Thoeris, die in der einen Hand einen Stab und in der anderen einen Skorpion hält. Vor dem Gebirge steht eine Grabkapelle mit einem pyramidenförmigen Dach, möglicherweise eine Anspielung auf die thebanische Nekropole. Hinter einer Papyruspflanze rechts des Gebirges stehen Pennut mit drei Papyrusstengeln und seine Ehefrau mit einem Sistrum betend vor dem auf einem Thron sitzenden, menschenköpfigen Gott Re-Chepri. In der unteren Bildreihe wird der Verstorbene von Thot und Anubis vor einer Kapelle, in der der falkenköpfige Re-Harachte thront, rituell mit Wasser gereinigt. Rechts davon ist heute nur noch die Frau des Pennut mit einem Sistrum zu erkennen. Ursprünglich trat sie mit ihrem Ehemann, Papyrusstengel in der linken Hand, vor den sitzenden Ptah-Sokar-Osiris, dessen Bildnis aus der Wand geschlagen wurde. Vor dem Gott standen die vier Totengenien auf einer Lotusblume.
Die Reliefs der Einfassung der Kultnische in der Mitte der Nordwand des Grabes sind heute ebenfalls verloren. Lediglich der Architrav mit der Sonnenbarke, den beiden sie anbetenden Affen und zwei das Wasser symbolisierende Fische ist, wenn auch schlecht zu erkennen, erhalten. Auf den abgeschlagenen Seiten war Pennut betend dargestellt, links über ihm ein Gebet an Re-Harachte, rechts an Atum von Heliopolis (siehe unten).

## Geschichte
Ungefähre Koordinaten des ursprünglichen Standortes: 22° 40′ 23″ N, 32° 00′ 47″ O
Zur Zeit der Entdeckung des Grabes des Pennut war die Reliefausstattung noch fast vollständig. Als einer der ersten Europäer beschrieb Johann Ludwig Burckhardt die Grabkapelle, die er im März 1813 besuchte: „Ungefähr drei Kilometer vom Fluss entfernt befindet sich ein isolierter Hügel aus Sandstein, in dem eine kleine Grabkammer ausgestaltet wurde, sieben Schritte lang, drei in der Breite und fünfeinhalb Fuß hoch, mit einer Grabgrube in der Mitte; daran schließt sich eine kleinere Kammer an, in dessen unterem Teil zwischen zwei Sitzen eine Büste platziert ist, wahrscheinlich für Mumien bestimmt. Die Seiten der Hauptkammer sind mit Bemalungen bedeckt, deren Farben ebenso gut erhalten sind, wie die in den Gräbern der Könige von Theben, obwohl sie nicht so gut ausgeführt wurden (...)“

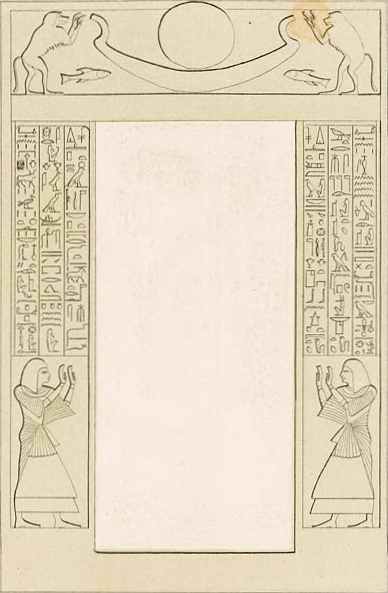
Einfassung der Kultnische nach Richard Lepsius

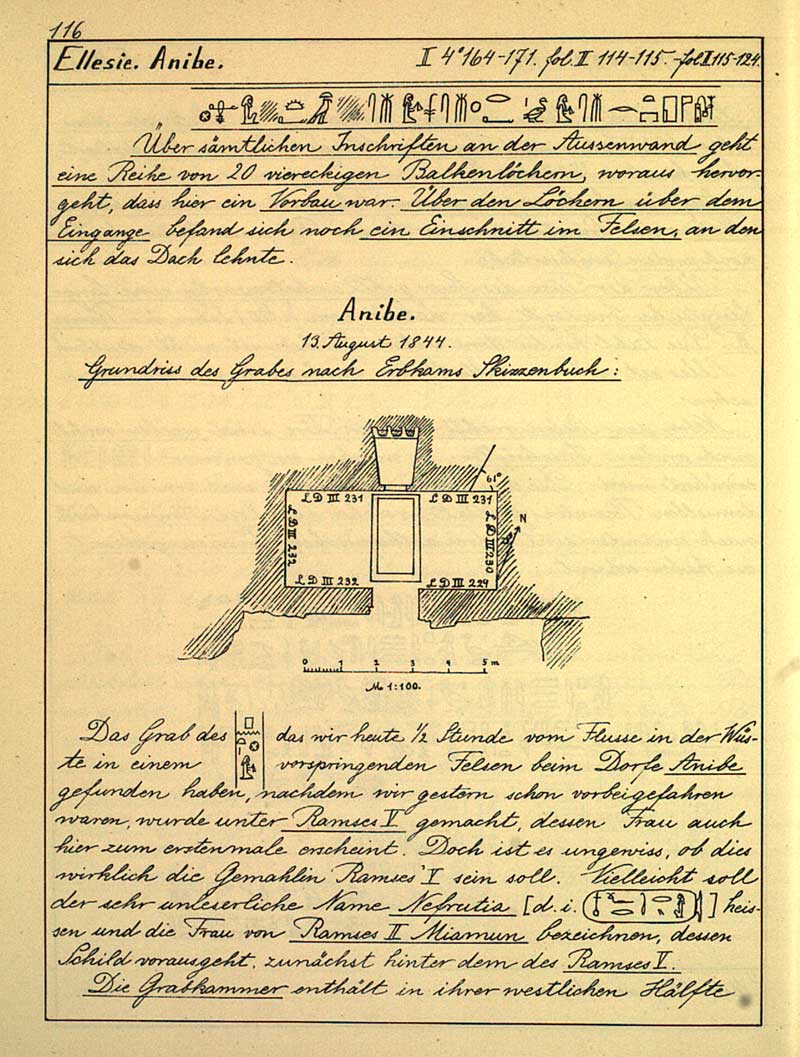
Richard Lepsius: Anibe. In: Denkmäler aus Aegypten und Aethiopien, Bd. V, S. 116

In Panorame d’Egypte et de Nubie von Hector Horeau aus dem Jahr 1841 gab es einen Absatz mit einer Kurzbeschreibung des Grabes, einschließlich eines kleinen Plans und eines Schnitts neben dem Text. Während der preußischen Expedition nach Ägypten und Nubien von 1842 bis 1845 wurde das Grab des Pennut am 19. August 1844 durch Richard Lepsius ausführlich dokumentiert. Die Umzeichnungen der Reliefs erschienen im dritten Band des Tafelwerks Denkmäler aus Aegypten und Aethiopien auf den Seiten 229 bis 232. Erste Fotografien stammten von Félix Teynard und wurden 1858 in Egypte et Nubie, sites et monuments les plus interessants pour l’etude de l’art et de l’histoire veröffentlicht. Die durch Friedrich Koch auf der nubischen Expedition James Breasteds 1906 erstellten Fotos nutzte Georg Steindorff 1937 in seinem zweiten Textband von Aniba für eine Beschreibung des Grabes.
Das abseits liegende Grab wurde vor seiner Versetzung zum heutigen Standort im Jahr 1964 Ziel zahlreicher Kunsträuber, die die farbigen Reliefs großflächig aus dem Felsen schlugen und versuchten, sie in den europäischen Handel zu bringen. In den frühen 1980er Jahren tauchten die zu dünnen Sandsteinplatten geschliffenen Wandbilder bei einem Pariser Kunsthändler auf. Seit der Aufklärung des Verkäufers seitens eines deutschen Museumsdirektors über die Präsentation der Hehlerware sind die Grabreliefs verschwunden, möglicherweise zerstört. Den Ägyptern soll die Sicherstellung eines Teils des Diebesgutes geglückt sein. Die Schäden in der Grabkammer bleiben jedoch immens.
Aus den von Richard Lepsius aufgenommenen Inschriften des Grabes geht hervor, dass Pennut, Sohn eines Priesters namens Herunefer (Hrw-nfr), zur Zeit Ramses’ VI. (1145–1137 v. Chr.) das Amt des Stellvertreters (Idenu) des Vizekönigs von Kusch für Unternubien (Wawat) mit Sitz in Miam ausübte, wo er gleichzeitig die Tempeldomänen verwaltete. Sein unmittelbarer Vorgesetzter war wahrscheinlich der Vizekönig Siese, in jedem Fall ein Ägypter, der für die Dauer seiner Amtszeit in Nubien residierte. Ob Pennut als Stellvertreter ebenfalls Ägypter oder nubischer Herkunft war, bleibt ungeklärt. Seine Ehefrau Tacha, Tochter des Patjauemdimonth (P3-ṯ3w-mdị-mnṯ(w)), hatte das Amt einer Sängerin im Horus-Tempel von Miam inne. Die Grablege in der Sargkammer des Grabschachtes wurde schon im Altertum geplündert, so dass unbekannt ist, ob das Grab des Pennut nur für ihn selbst, gemeinsam mit seiner Frau oder auch für weitere Angehörige bestimmt war.